# Little Cheverell
 (septembre 2023).
Little Cheverell est une paroisse civile et un village du Wiltshire, en Angleterre.